# Grosse Ile
Grosse Ile é uma municipalidade localizada no estado americano do Michigan, no Condado de Wayne.

## Demografia
Segundo o censo americano de 2010, a sua população era de 10371 habitantes.

## Geografia
De acordo com o United States Census Bureau tem uma área de 47,5 km², dos quais 24,9 km² cobertos por terra e 22,6 km² cobertos por água.

## Localidades na vizinhança
O diagrama seguinte representa as localidades num raio de 12 km ao redor de Grosse Ile.